# Tipula (Pterelachisus) hirsutipes spinifera
Tipula (Pterelachisus) hirsutipes spinifera is een ondersoort van de tweevleugelige Tipula (Pterelachisus) hirsutipes uit de familie langpootmuggen (Tipulidae). De ondersoort komt voor in het Palearctisch gebied.